# بوریس کوکورف
بوریس کوکورف (روسی: Борис Борисович Кокорев؛ ۲۰ آوریل ۱۹۵۹ – ۲۲ اکتبر ۲۰۱۸) ورزشکار اهل روسیه بود.
وی همچنین برندهٔ جوایزی همچون نشان دوستی شده‌است.
وی در مسابقات کشوری و بین‌المللی در مجموع برندهٔ ۱ مدال طلا شده‌است.